# Редфорд, Элисон
Элисон Редфорд (англ. Alison Redford; род. 7 марта 1965, Китимат, Британская Колумбия) — канадский политик, премьер-министр канадской провинции Альберта с 7 октября 2011 по 13 марта 2014 года.

## Политическая карьера
Родилась в г. Китимат, Британская Колумбия, детство провела в г. Калгари, Альберта. В 1988 году Редфорд окончила юридический колледж при Университете Саскачевана. До начала политической деятельности работала адвокатом. В 1980-х служила старшим советником по вопросам политики у бывшего премьер-министра Джо Кларка, который на тот момент был государственным секретарём по внешним связям. С 1988 по 1990 год Редфорд работала в канцелярии премьер-министра Канады Брайана Малруни.
В октябре 2011 года одержала победу на выборах руководства Прогрессивно-консервативной партии Альберты и стала первой в истории Альберты женщиной премьер-министром. В марте 2014 года ушла с поста премьер-министра Альберты. В июле 2015 года Редфорд объявила, что больше не принадлежит ни к какой политической партии.

## Семья
Редфорд замужем за Гленом Джермином, адвокатом из Министерства юстиции Канады. Пара воспитывает дочь Сару.